# 레아 레니
레아 레니(Leah Renee Cudmore, 1985년 10월 1일 ~ )는 캐나다의 가수이다.
토론토에서 태어났다.

## 영화
- 더 베스트 땡스기빙 에버 (2015년)
- 미션 컨트롤 (2014년) - 제시카 역
- 트루 컨페션스 오브 어 할리우드 스타렛 (2008년)